# Бельгия на летних Олимпийских играх 1964
Бельгия принимала участие в Летних Олимпийских играх 1964 года в Токио (Япония) в тринадцатый раз за свою историю, и завоевала две золотые и одну бронзовую медали. Сборная страны состояла из 61 спортсмена (60 мужчин, 1 женщина), принявших участие в соревнованиях по 13 видам спорта.

## Медалисты
| Медаль | Спортсмен        | Вид спорта      | Дисциплина                        |
| ------ | ---------------- | --------------- | --------------------------------- |
| Золото | Гастон Рулантс   | Лёгкая атлетика | Мужчины, 3000 м с препятствиями   |
| Золото | Патрик Серку     | Велоспорт       | Мужчины, гит 1000 м               |
| Бронза | Вальтер Годефрот | Велоспорт       | Мужчины, групповая гонка по шоссе |